# Синофил
Синофил е човек от некитайски произход, който проявява силен интерес към китайската култура или религия. Терминът се използва също и за обозначение на запознатите с китайската история и култура (например учени и студенти), китайско-говорещи, прокитайско настроени политици и хора, за които се смята, че имат повишен интерес в изброените области.
Понякога терминът се използва за обозначение на хора, които имат сексуални предпочитания към партньори от китайски или азиатски произход – ейжънфил. Може да се използва за мъже и жени, но обикновено с него се обозначават мъже (особено от европеидната раса), а понякога и като синоним за хора, проявяващи азиатски фетишизъм. Терминът не е задължително обиден, но понякога се използва като обида (например когато се намеква за азиатски фетишизъм).
Някои традиционни области, които представляват интерес за синофилите са:
- Китайски език (обикновено мандарин или кантонски)
- Бойни изкуства, например разновидностите на кунг-фу
- Китайска калиграфия и изкуство
- Китайски хороскопи
- Древното изкуство фън шуей - Даоизъм
- Дзен Будизъм
- Традиционните китайски носии ханфу и съвременните китайски облекла ципао
- Традиционни китайски ресторанти (или китайски ресторанти по принцип, включително и тези на запад)

## Известни синофили
- Готфрид Лайбниц, който се възхищавал от Конфуций и И Чинг.
- Пърл С. Бък, автор на много романи за Китай.
- Кевин Ръд, министър-председател на Австралия, завършил китайски език и история и владеещ отлично мандарин. Също така е приел и китайско име.
- Джоузеф Нийдам, британски биохимик, известен с произведенията си за китайската наука.
- Матю Панкхърст, английски учен, прочул се с изследванията си върху китайския език, култура и китайските жени.
- Ансън Бърлингам, бивш американски конгресмен, който бил назначен за посланик на САЩ в Китай през 1861 г.
- Марко Поло, италиански търговец и пътешественик, който изключително много популяризира Китай в Европа. Посетил Китай по времето на династия Юен и управлението на Кубилай хан.